# Rissoina californica
Rissoina californica är en snäckart som beskrevs av Bartsch 1915. Rissoina californica ingår i släktet Rissoina och familjen Rissoidae. Inga underarter finns listade i Catalogue of Life.